# Лука Синђић
Лука Синђић (Београд, 19. септембра 1993) српски је фудбалер, који тренутно наступа за Ћерињолу.